# هايكو فيسترمان
هايكو فيسترمان (بالألمانية: Heiko Westermann) (مواليد 14 أغسطس 1983 في ألزيناو في ألمانيا)، هو لاعب كرة قدم ألماني.
كان يلعب لنادي شالكه منذ سنة 2007 وانتقل رسميا إلى نادي هامبورغ الرياضي سنة 2010 مقابل 7,500,000 يورو.
بدأ باللعب مع منتخب ألمانيا لكرة القدم في سنة 2008.

## المسيرة الاحترافية

### أندية لعب لها
- نادي غرويتر فورت
- أرمينيا بيليفيلد
- نادي شالكه 04
- نادي هامبورغ الرياضي
- ريال بتيس

## وصلات خارجية
- هايكو فيسترمان على موقع الاتحاد الدولي (مؤرشف)  (الإنجليزية)
- هايكو فيسترمان على موقع الاتحاد الأوربي (الإنجليزية)
- هايكو فيسترمان على موقع قاعدة بيانات كرة القدم.إي يو (الإنجليزية)
- هايكو فيسترمان على موقع بيانات كرة القدم. دي إي (الألمانية)
- هايكو فيسترمان على موقع ناشيونال فوتبول تيمز (الإنجليزية)
- هايكو فيسترمان على موقع Soccerbase.com (لاعب) (الإنجليزية)
- هايكو فيسترمان على موقع Soccerway.com (الإنجليزية)
- هايكو فيسترمان على موقع عالم كرة القدم.نت (الإنجليزية)
- هايكو فيسترمان على موقع AS.com (الإسبانية)

- الموقع الرسمي